# В электрическом тумане
В электрическом тумане (англ. In the Electric Mist) — американо-французский фильм 2009 года.

## Сюжет
Детектив шерифа округа Иберия Дейв Робишо расследует убийство молодой женщины и случайно встречается с парой голливудских звёзд Элродом Сайксом и его подругой Келли Драммонд. Они находятся в маленьком городке, чтобы снять фильм о гражданской войне.
Из-за беспорядочного вождения Элрода Дэйв решает, что актёр за рулём пьян, и решает арестовать его. Возражая против отправки в тюрьму, Элрод рассказывает Дейву о разложившемся трупе, который они с Келли нашли на болоте.
Дэйв отправляется на расследование, вспоминая убийство, свидетелем которого он был подростком, когда закованный в цепи заключённый был застрелен в болоте и исчез в болоте. Это открытие вскоре связывают с несколькими убийствами в этом районе, которые произошли в последнее время, в основном с молодыми беглецами и проститутками. Улики, похоже, указывают на Джули Бальбони, чьи связи с мафией заставили Дэйва и его разойтись и стать врагами.